# Alt-katholische Kirche St. Theresia

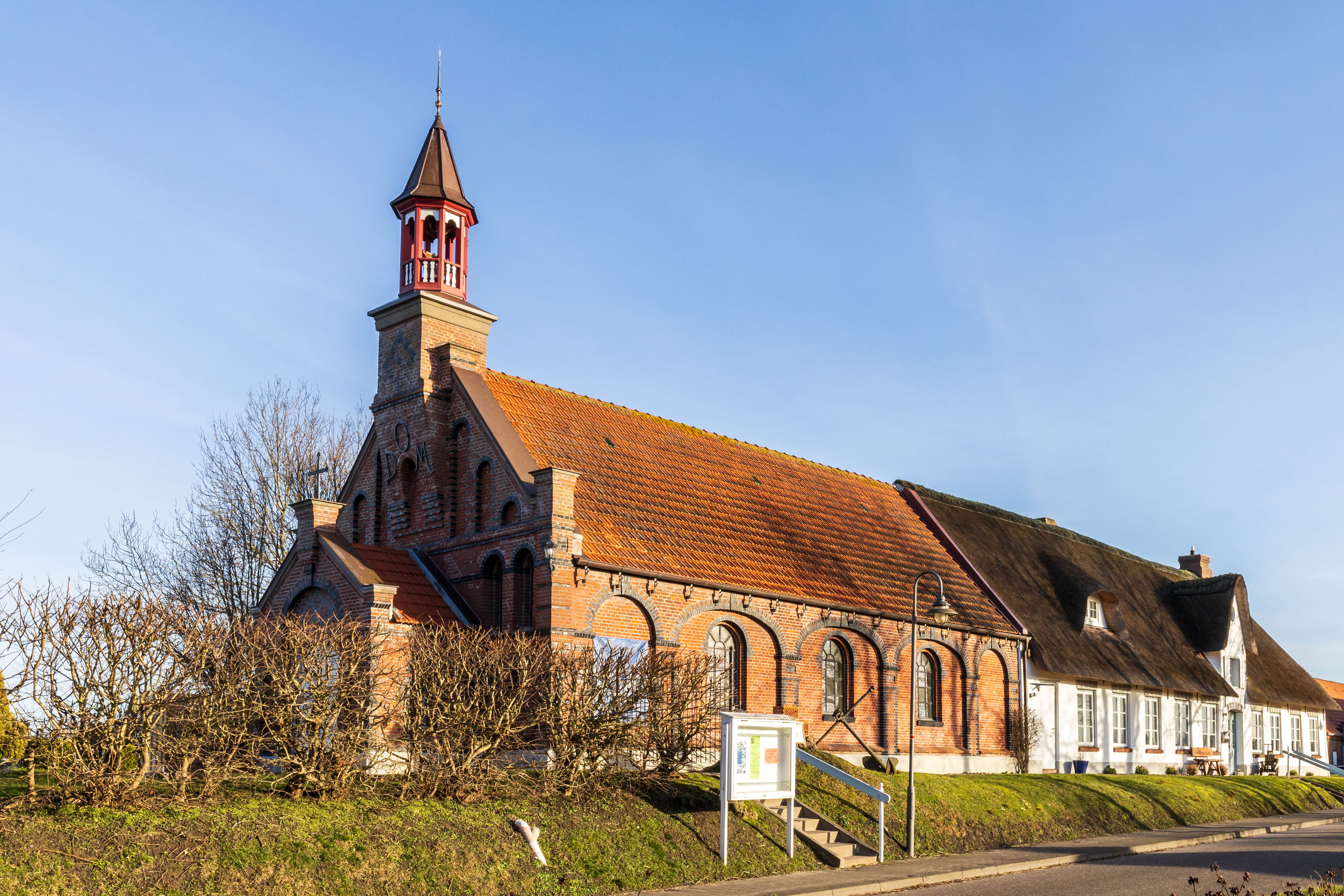
Theresiendom, Nordstrand

Die Alt-katholische Kirche St. Theresia ist die Pfarrkirche des Katholischen Bistums der Alt-Katholiken in Deutschland für Schleswig-Holstein. Die auch als Inseldom bezeichnete Kirche befindet sich auf der Insel Nordstrand auf dem Osterdeich, zwischen den Kögen Alterkoog und Osterkoog im Ortsteil Süden.

## Geschichte

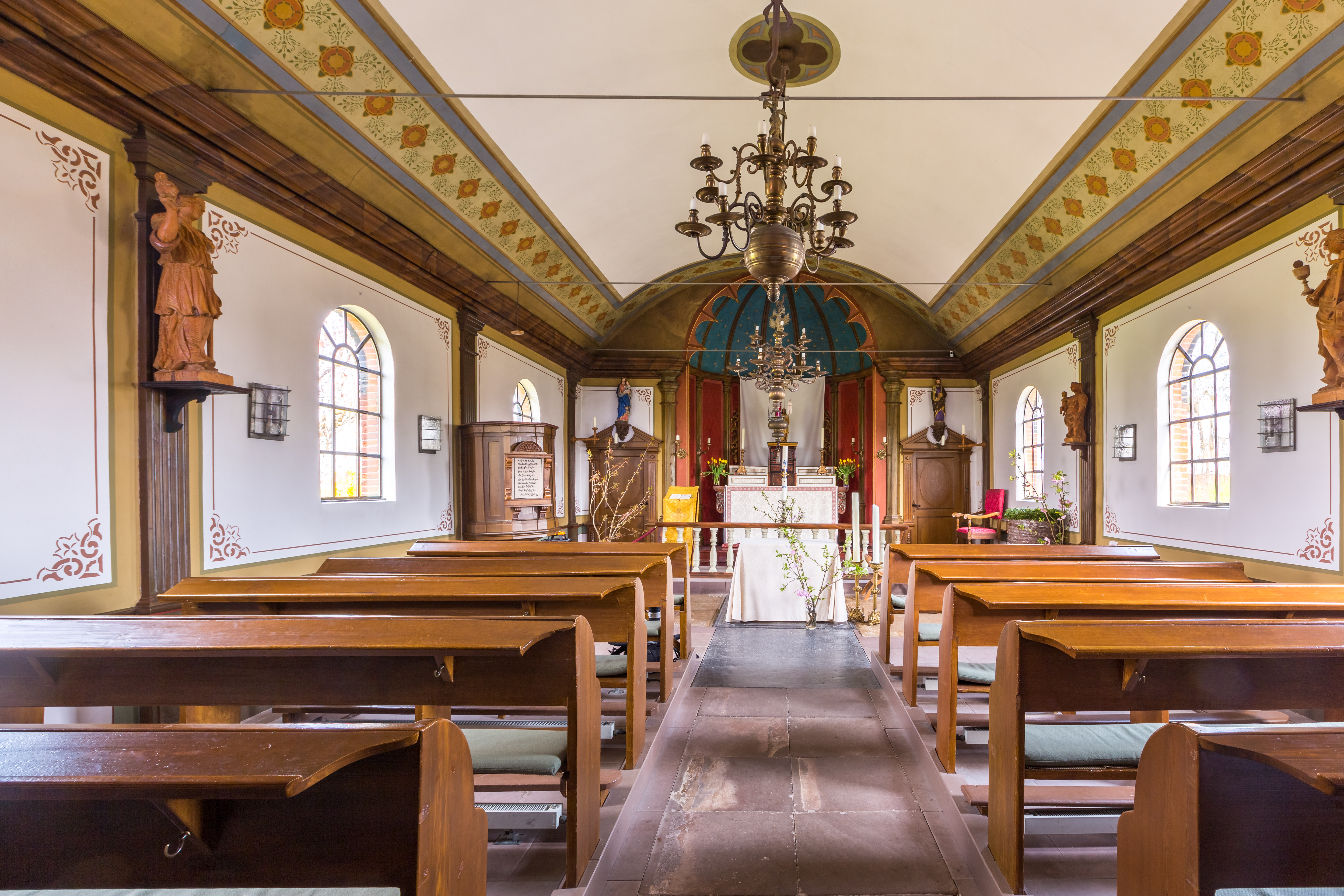
Innenraum Richtung Altar (mit verhängtem Altarbild in der Passionszeit)

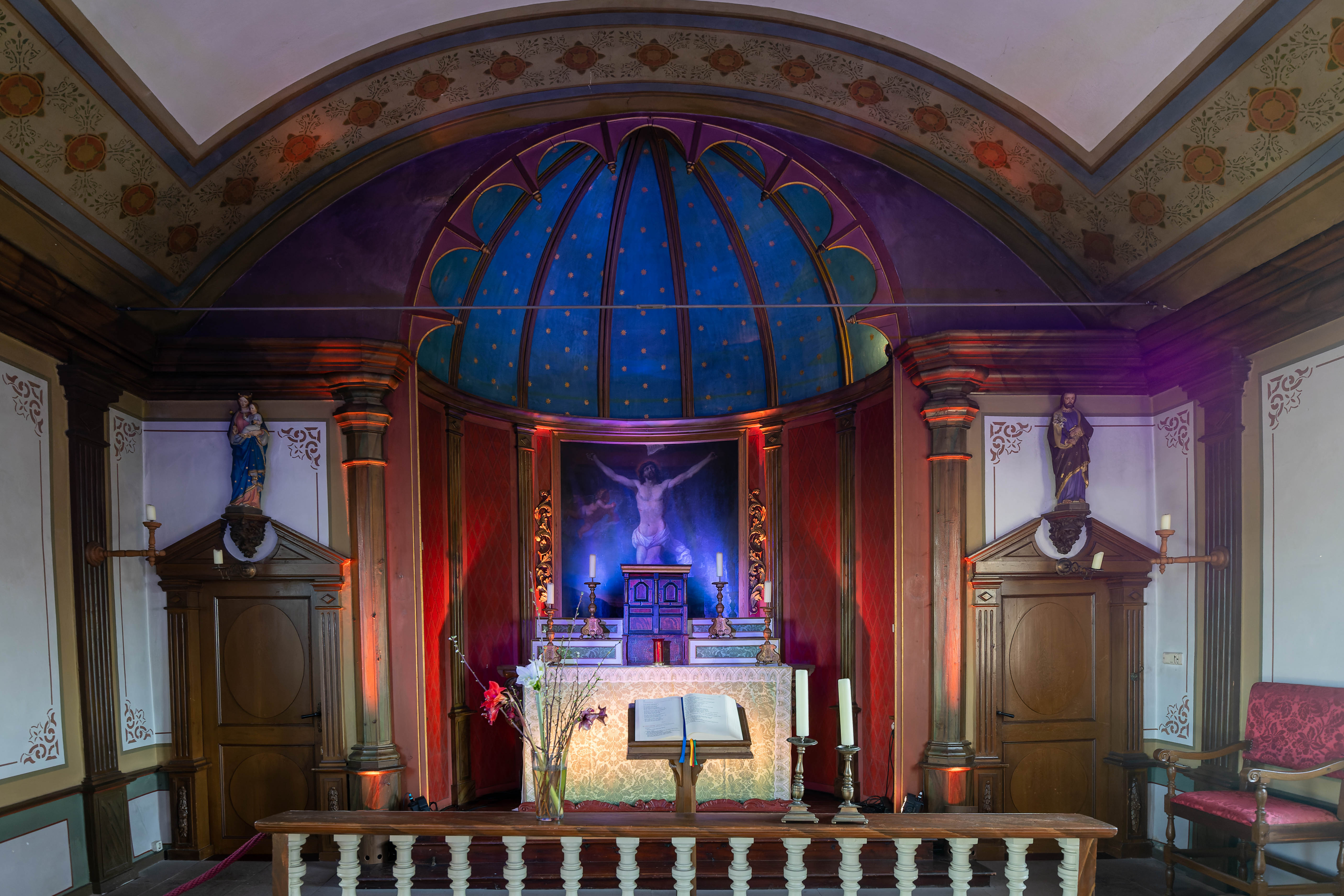
Blick auf den unverhüllten Altar

Nachdem 1634 die Insel Strand in der Burchardiflut untergegangen war, waren die Überlebenden nicht in der Lage, das verlorene Land wieder einzudeichen. 1652 erließ der Gottorfer Herzog Friedrich III. einen Oktroy, der auswärtige Fachleute in die Region zog, darunter zahlreiche niederländische Katholiken. Den Geldgebern, den sogenannten Partizipanten, wurden zahlreiche Privilegien erteilt, wozu neben dem Besitz des gesamten neugewonnenen Landes auch die Erlaubnis zur Gründung einer katholischen Gemeinde und der Bau einer Kirche gehörte. 1654, nachdem der Alte Koog um Odenbüll als erster Koog gesichert war, wurde der erste katholische Gottesdienst gehalten. 1662 ließ einer der Hauptpartizipanten, der aus Mechelen stammende Oratorianer Christian de Cort, auf seine und seines Ordens Kosten auf dem Deich zwischen dem Alten Koog und dem 1657 eingedeichten Osterkoog eine Kirche errichten, die als Hauptpatrozinium den Namen der heiligen Theresia von Avila erhielt. Eine zweite Patronin war die erst fünf Jahre zuvor verstorbene „heilige Nonne von Oirschot“, die Karmeliterin Maria Margaretha der Engelen (1605–1658). Kirchenrechtlich wurde die Pfarrei dem Erzbistum Utrecht unterstellt. Die Seelsorge übernahmen zunächst Oratorianer aus Mechelen, das zudem 1664 den Besitz des verschuldeten de Cord, einschließlich der Kirche, übernahm.
1681 gab das Oratorium die Seelsorge auf Nordstrand an das Erzbistum Utrecht ab. Daran entzündete sich ab etwa 1735 ein jahrzehntelanger Streit, der sogenannte Nordstrander Kirchenstreit, der 1767 in einem Mordanschlag auf den Pastor Jacobus de Groot gipfelte. Denn die Oratorianer waren nach wie vor als Hauptpartizipanten auf Nordstrand ansässig, ihre Priester besaßen jedoch nicht das Recht, in der St.-Theresien-Kirche öffentliche Gottesdienste zu halten. Die Oratorianer beriefen sich nun darauf, dass das Erzbistum Utrecht nach langen Auseinandersetzungen mit Rom um jurisdiktionelle Fragen und um den Jansenismus 1723 in ein Schisma geraten war, und daher keine rechtmäßigen Priester stellen könne. Das Obergericht in Schleswig dagegen hielt am im Oktroy verbrieften Recht der Hauptpartizipanten fest, einen dem Utrechter Erzbischof unterstehenden Priester als Pastor wählen zu dürfen. Daraufhin spaltete sich die Nordstrander Gemeinde in einen „römischen“ und einen „Utrechter“ Zweig. Die St.-Theresien-Kirche blieb schließlich Eigentum der romunabhängigen Gemeinde, aber erst 1866, als die neue preußische Regierung auch der römisch-katholischen Gemeinde den Bau einer eigenen Kirche erlaubte, wurde der Streit beigelegt.

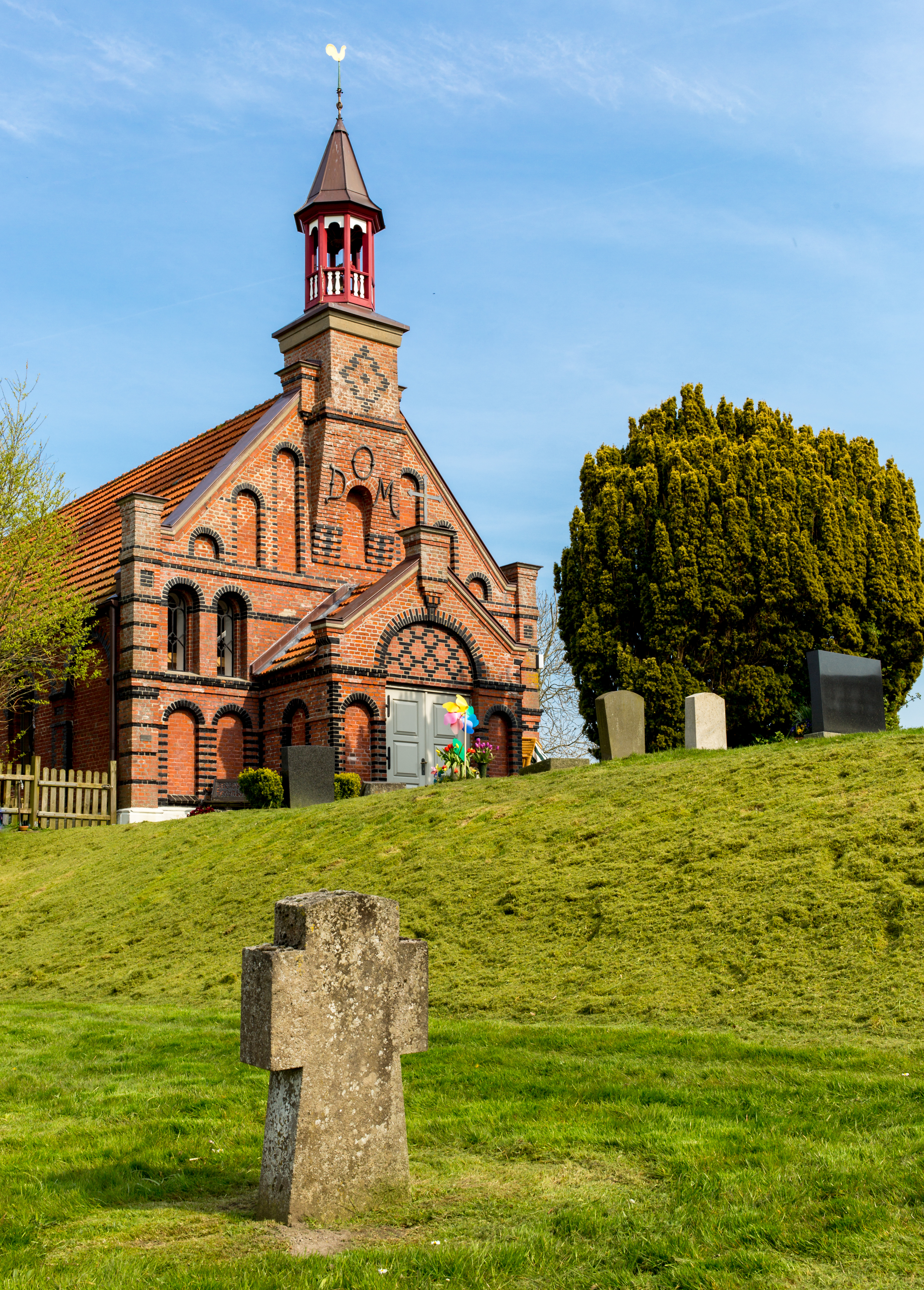
Außenansicht Westseite

Erst seit Ende des 19. Jahrhunderts wird in der St.-Theresien-Kirche deutsch gepredigt.  Noch bis 1920 unterstand die Nordstrander Theresien-Gemeinde dem altkatholischen Erzbistum Utrecht, erst dann schloss sie sich der deutschen Altkatholischen Kirche an.
1887 erhielt St. Theresia bei einer Grundrestaurierung die jetzige Gestalt. Zu diesem Zeitpunkt erhielt die Kirche erst eine Glocke. Zuvor durften die Katholiken die Glocke der evangelischen St.-Vinzenz-Kirche in Odenbüll mitbenutzen. Die weit verstreute alt-katholische Gemeinde zählt heute rund 500 Mitglieder.

## Bauwerk
Die St.-Theresien-Kirche, an die sich das reetgedeckte Gemeindezentrum anschließt, ist ein Backstein-Saalbau in den Formen der niederländischen Renaissance. Die Seitenwände und besonders die Giebelfront, die den Dachreiter mit einer achteckigen Laterne trägt, sind reich mit Blendbögen gegliedert. Am Turmschaft über dem Portal steht in großen Lettern D O M, was dem Kirchlein den Namen Theresiendom einbrachte, eigentlich aber die lateinische Widmung Deo Optimo Maximo bedeutet.
Auch bei der Innenausstattung und Bemalung herrschen schlichte Renaissanceformen vor. Die Ausstattung wie das Altarbild, eine Darstellung der Kreuzigung Christi aus dem 17. Jahrhundert, wurde größtenteils aus der alten Kirche übernommen.

## Trivia
Die Kirche diente 1970 als Kulisse für den Film Der Pfarrer von St. Pauli mit Curd Jürgens.

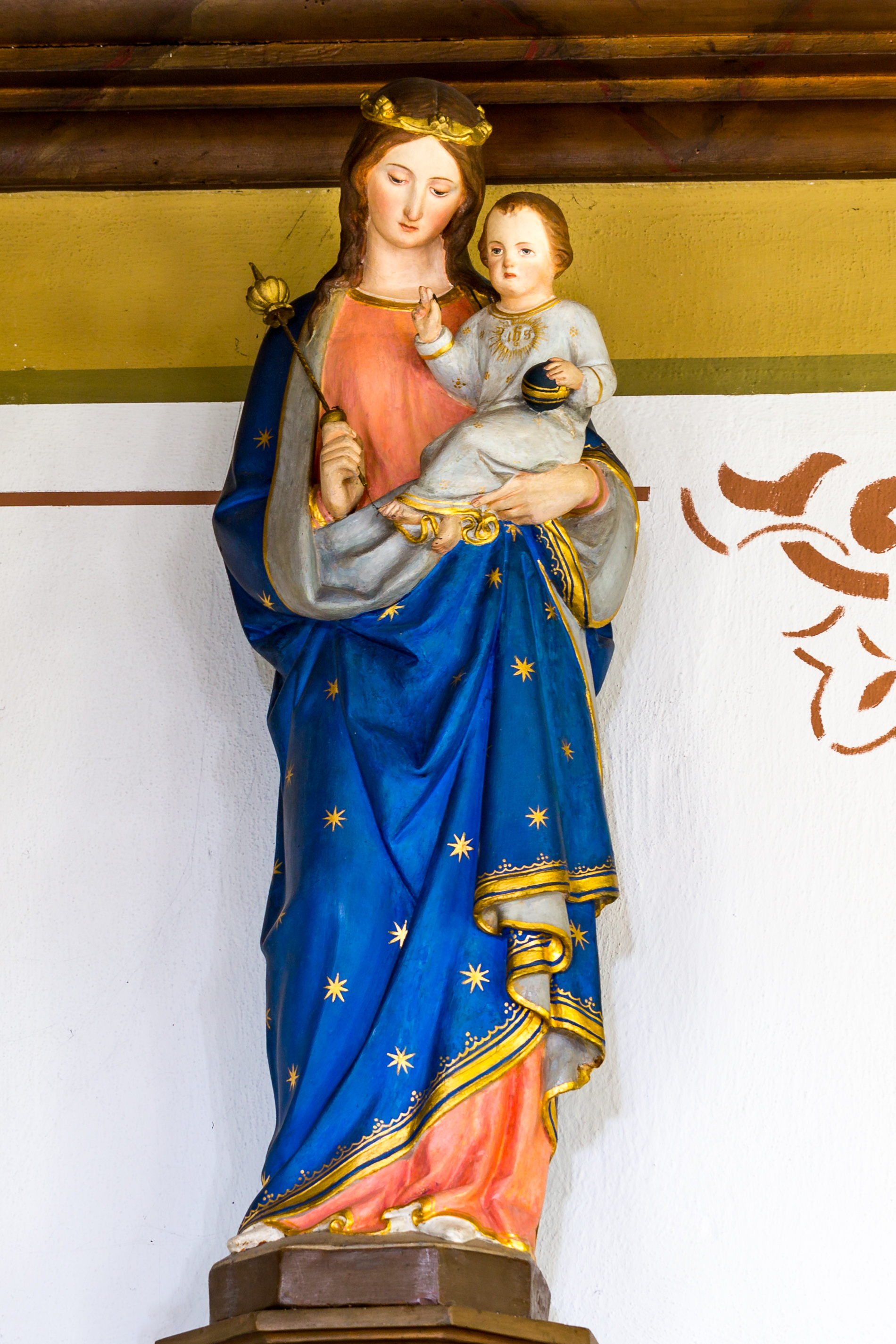
Gipsfigur – Maria mit Kind